# Heidenschapperpolder
De Heidenschapperpolder is een voormalig waterschap in de provincie Groningen.
Door de aanleg van het Eemskanaal werden de waterschappen de Noorder Heidenschapperpolder, Zuider Heidenschapperpolder en de Polder van E.J. van der Molen doorsneden. De afgesneden zuidelijke stukken van de beide Heidenschapperpolders en een klein deel (1 ha) van de Van der Molenpolder werden samengevoegd tot de Heidenschapperpolder.
De bijna driehoekige polder lag in de hoek tussen het Eemskanaal en het Slochterdiep. De oostgrens werd gevormd door de Kleisloot, die tegelijk de westgrens van Het Lageland vormde. De molen van het schap sloeg uit op het Slochterdiep.
Waterstaatkundig gezien ligt het gebied sinds 2000 binnen dat van het waterschap Hunze en Aa's.